# ルートヴィッヒ・ボルツマン
ルートヴィッヒ・エードゥアルト・ボルツマン（Ludwig Eduard Boltzmann、1844年2月20日 - 1906年9月5日）は、オーストリアの物理学者および哲学者である。彼の最大の業績は、統計力学の発展と熱力学第二法則の統計的な説明である。1877年、彼は現在のエントロピーの定義 {\displaystyle S=k_{\rm {B}}\ln W} を提供した。ここで、{\displaystyle W}はエネルギーが系のエネルギーと等しいミクロ状態の数であり、系の統計的な乱雑さの尺度として解釈される。マックス・プランクは定数{\displaystyle k_{\rm {B}}}をボルツマン定数と名付けた。 
統計力学は現代物理学の柱の一つである。これは、温度や圧力などの巨視的な観測量が、平均値の周りで変動する微視的なパラメータとどのように関連しているかを記述する。これは、熱容量などの熱力学量を微視的な挙動に結び付ける。一方、古典熱力学では、唯一の選択肢は、さまざまな材料に対してそのような量を測定し、表にすることであった。

## 生涯

### 幼少期と教育
ボルツマンは、ウィーン郊外のエルドベルクでカトリックの家庭に生まれた。彼の父、ルートヴィヒ・ゲオルク・ボルツマンは、税務官吏であった。ベルリンからウィーンに移住してきた彼の祖父は時計職人であり、ボルツマンの母、カタリーナ・パウエルンファインドは、もともとザルツブルク出身であった。ボルツマンは10歳まで自宅で教育を受け、その後、オーバーエスターライヒ州リンツの高校に通った。ボルツマンが15歳の時、彼の父は亡くなった。少年時代にはアントン・ブルックナーからピアノの手ほどきを受け、生涯にわたりピアノ演奏を好んだ。
1863年から、ボルツマンはウィーン大学で数学と物理学を学んだ。彼は1866年に博士号を、1869年にvenia legendiという大学教授資格を取得した。ボルツマンは、物理学研究所の所長であるヨーゼフ・シュテファンと緊密に協力した。ボルツマンにマクスウェルの研究を紹介したのはシュテファンであった。

### 学歴
1869年、25歳の時、ヨーゼフ・シュテファンが書いた推薦状のおかげで、ボルツマンはシュタイアーマルク州のグラーツ大学で数理物理学の正教授に任命された。1869年には、ハイデルベルクで数ヶ月間過ごし、ロベルト・ブンゼンとレオ・ケーニヒスベルガーと、1871年にはベルリンでグスタフ・キルヒホフとヘルマン・フォン・ヘルムホルツと研究を行った。1873年、ボルツマンはウィーン大学に数学教授として就任し、1876年までそこに留まった。

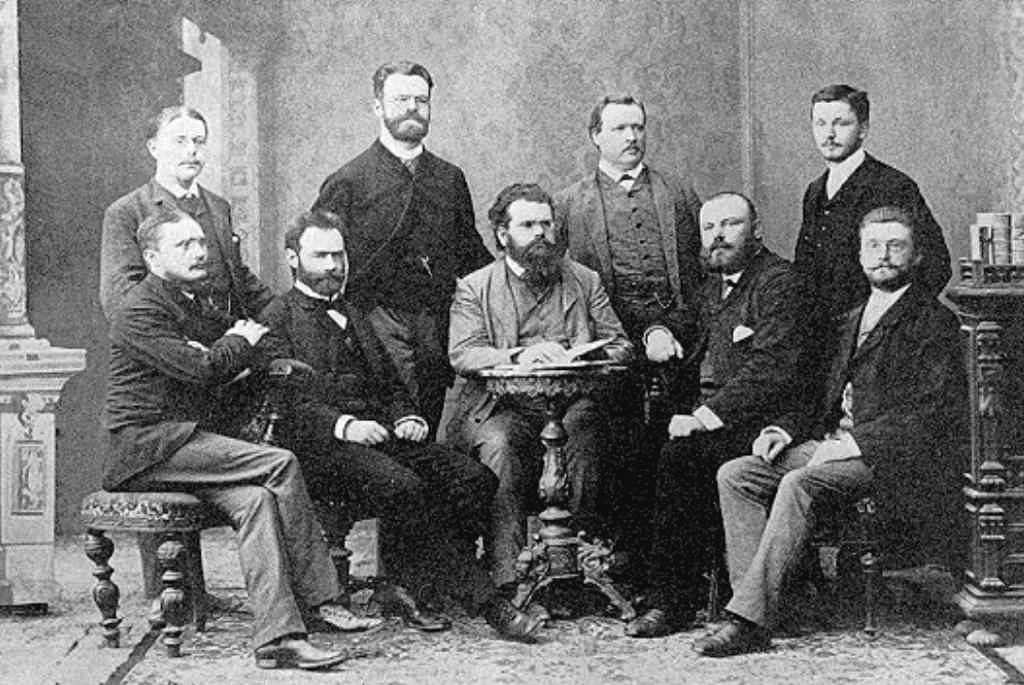
ルートヴィヒ・ボルツマンとグラーツの同僚たち、1887年: (後ろに立っている人、左から) ネルンスト、ストインツ、アレニウス、ヒッケ、(前に座っている人、左から) アウリンガー、エッティングスハウゼン、ボルツマン、クレメンチッチ、ハウスマンニンガー

1872年、女性がオーストリアの大学に入学することを認められるずっと前に、彼はグラーツで数学と物理学の教師を志望していたヘンリエッテ・フォン・アイゲントラーと出会った。彼女は講義を聴講することを許可されなかった。ボルツマンは、彼女が聴講許可を求めて大学当局に掛け合うことを支持し、結果として彼女は聴講を認められた。1876年7月17日、ルートヴィヒ・ボルツマンはヘンリエッテと結婚した。彼らには3人の娘、ヘンリエッテ（1880年）、アイーダ（1884年）、エルゼ（1891年）、そして息子のアルトゥール・ルートヴィヒ（1881年）がいた。ボルツマンは実験物理学の教授職に就くためにグラーツに戻った。グラーツでの彼の学生の中には、スヴァンテ・アレニウスとヴァルター・ネルンストがいた。彼はグラーツで14年間を過ごし、充実した研究生活を送った。この間に、ボルツマンは自然現象を統計的に捉えるという革新的な概念を構築した。
1887年にグラーツ大学学長、1890年にドイツバイエルン州のミュンヘン大学の理論物理学の教授に任命、1894年にウィーン大学で彼の師であるヨーゼフ・シュテファンの後任として理論物理学の教授に就任した。

### 晩年と死
ボルツマンは晩年、自らの理論を擁護することに多大な努力を費やした。当時はジョン・ドルトンが提唱した原子論は科学界では完全に受け入れられておらず、原子論の立場をとるボルツマンは、実証主義の立場から原子の存在を否定するウィーン大学の同僚エルンスト・マッハやヴィルヘルム・オストヴァルトらと対立し、激しい論争を繰り広げた。特に1895年に哲学と科学史の教授になったエルンスト・マッハとは意見が合わなかった。同年、ゲオルグ・ヘルムとヴィルヘルム・オストヴァルトは、リューベックでの会合でエネルギー論に関する独自の立場を打ち出した。彼らは、宇宙の主要な構成要素は物質ではなくエネルギーだと考えていた。この議論において、ボルツマンの原子論を支持する他の物理学者たちの支持を得て、ボルツマンの立場が優勢となった。1900年、ボルツマンはヴィルヘルム・オストヴァルトの招待でライプツィヒ大学へ赴任した。オストヴァルトは、グスタフ・ハインリヒ・ヴィーデマンの死によって空席となった物理学の教授職をボルツマンに提示した。マッハが健康上の理由で退職した後、ボルツマンは1902年にウィーンに戻った。1903年、ボルツマンはグスタフ・フォン・エッシェリヒとエミール・ミュラーと共にオーストリア数学会を設立した。彼の学生には、カール・プリブラム、ポール・エーレンフェスト、リーゼ・マイトナーなどがいた。

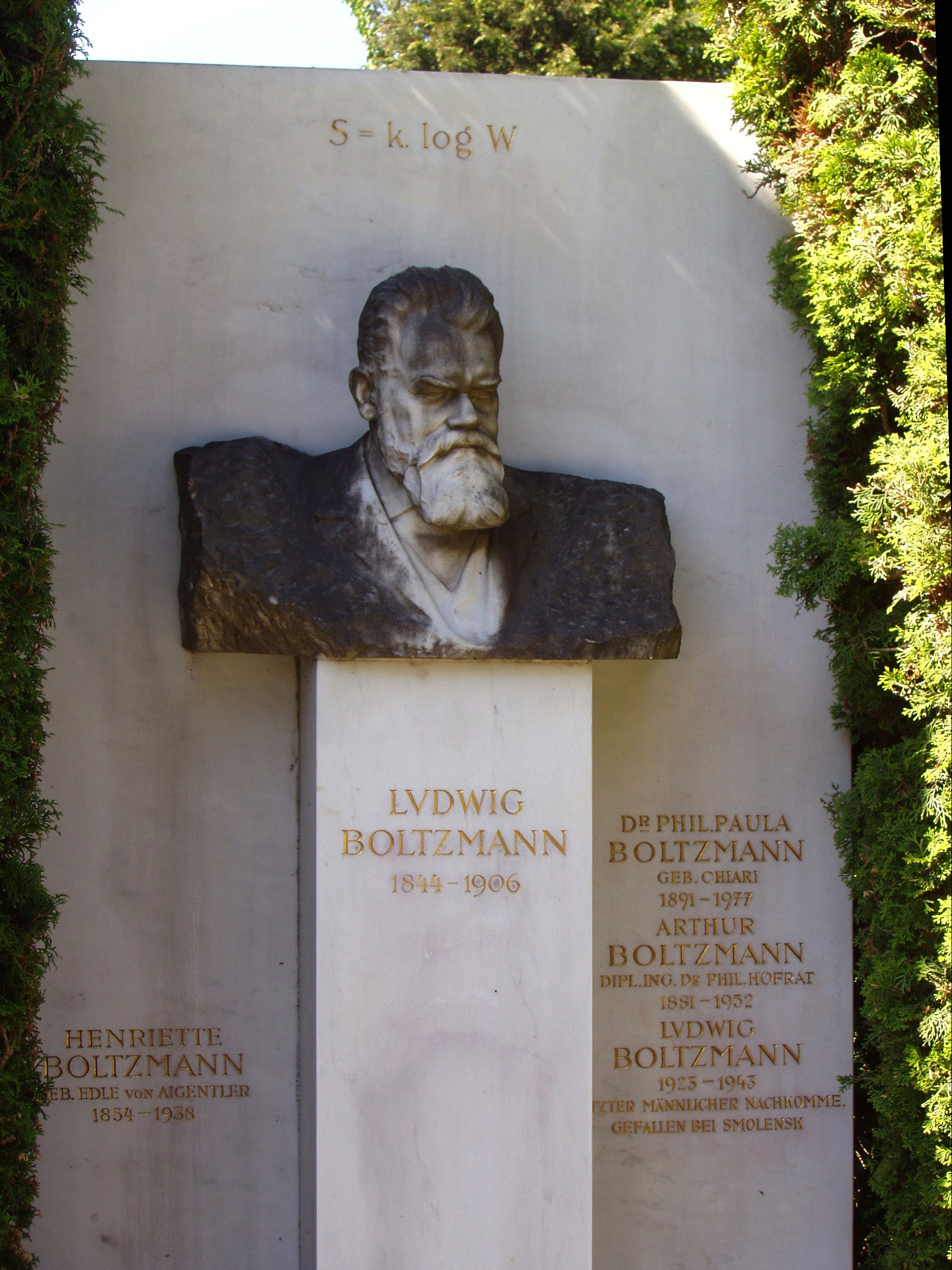
ウィーンにあるボルツマンの墓にはエントロピーの公式が刻まれている。この公式が刻まれた石碑と胸像は1933年に設置された。

ウィーンにおいて、ボルツマンは物理学の講義に加えて、哲学の講義も行った。彼の自然哲学に関する講義は非常に人気があり、多くの注目を集めた。初回の講義は大盛況で、最大の講義室を選んだにもかかわらず、聴講希望者は階段まで溢れかえっていた。ボルツマンの哲学講義の成功は皇帝の耳にも届き、皇帝は彼を宮殿での晩餐会に招待した。
1905年には、カリフォルニア大学バークレー校の夏季講習で招待講演を行い、その経験を後に「エルドラドへのドイツ人教授の旅（A German professor's trip to El Dorado）」というエッセイにまとめ、広く読まれた。
しかし、1906年5月、ボルツマンの精神状態は悪化し、学部長が手紙で「重度の神経衰弱」と表現するほどになった。これは今日でいうところの双極性障害の症状を示唆しており、ボルツマンは教授職を辞任せざるを得なくなった。その4か月後の9月5日、ボルツマンは妻と娘と共に休暇で訪れていたトリエステ近郊のドゥイーノ（当時オーストリア領）で自殺した。彼は首を吊って命を絶ったのである。彼の遺体はウィーン中央墓地に埋葬され、墓石にはボルツマンのエントロピーの公式 {\displaystyle S=k_{\rm {B}}\cdot \log W} が刻まれている。

## 物理学
ジェームズ・クラーク・マクスウェルらに続いて気体分子運動論を研究し、さらに分子の力学的解析から熱力学的な性質を説明する統計力学を創始した。その過程で、1872年にH定理により熱現象の不可逆性（エントロピーの増大）を証明した (L. Boltzmann: Wien Ber. 66, 275 (1872))。
1877年に発表した論文「熱平衡法則に関する力学的熱理論の第2主法則と確率計算の関係について」(L. Boltzmann: Wien Ber. 76, 373 (1877)) においてボルツマンの関係式、
{\displaystyle S=k\,\log W}
を導き、エントロピーと系のとりうる状態との関係を明らかにした。上式における比例定数kはボルツマン定数と呼ばれている。
エントロピーは「でたらめさの尺度」として解説されることが多いが、本来エントロピーとは、ルドルフ・クラウジウスによって、カルノーサイクルの性質を語る中で、{\displaystyle dS=dQ/T}
という式の形で、dSとして発見された関数であった（dQ: 熱の微量変化、dS: エントロピーの微小変化、T: 温度）。そのエントロピーが、詰まるところ原子・分子などの「でたらめさ」の尺度であることを論証したのが、ボルツマンが導いたこの式 ({\displaystyle S=k\,\log W}) であった。
1884年、ヨーゼフ・シュテファンが実験的に明らかにした黒体放射が温度の4乗に比例するという法則に、理論的な証明を与えた (L. Boltzmann: Ann Phys. 22, 31,291 (1884))。この法則はシュテファン＝ボルツマンの法則として知られている。同年、妻ヘンリエッテと結婚。

## 哲学
ボルツマンの気体分子運動論は、原子と分子の実在性を前提としているように見えたが、エルンスト・マッハや物理化学者のヴィルヘルム・オストヴァルトのようなほとんどすべてのドイツ哲学者や多くの科学者は、それらの存在を信じなかった。ボルツマンは、「気体の動力学理論の図解」と題された原子論者ジェームズ・クラーク・マクスウェルの論文によって分子論に触れた。この論文は、温度を分子の速度に依存するものとして記述し、それによって物理学に統計学を導入した。これはボルツマンに原子論を受け入れ、その理論を拡張するよう促した。
ボルツマンは、「無生物界におけるプロセスの客観的な存在の問題について」（1897年）のような哲学に関する論文を書いた。彼は現実主義者であった。彼の著作「ショーペンハウアーのテーゼについて」の中で、ボルツマンは自身の哲学を唯物論と呼び、さらに次のように述べている。
観念論は、自我、様々な観念のみが存在すると主張し、それらから物質を説明しようとする。唯物論は、物質の存在から出発し、それから感覚を説明しようとする。

## 評価
ボルツマンは、クラウジウスが、1850年の論文において、純粋にマクロ的な概念として、カルノーサイクル上の関数として発見したエントロピーを、そのおよそ50年後に、統計力学の立場から見直し、エントロピーを原子の分布の仕方の尺度として再定義した事になる。今日、エントロピーの解説として、啓蒙書などで広く語られる「デタラメさの尺度」と言うエントロピーの通俗的概念は、エントロピーの本来の定義ではなく、ボルツマンが上記の式によって証明した「定理」である事を認識する必要が有る。イギリスの科学史家ジェイコブ・ブロノフスキーは、BBCが1970年代に制作した科学史番組『人間の時代』において、こうしたボルツマンの科学史上の役割を取り上げ、ボルツマンこそは、原子を実在の対象と考えた最初の科学者であったと述べ、ボルツマンが科学史において果たした役割を称賛している。

## 日本語訳
- 『気体論講義』 稲葉肇訳、岩波文庫（上下）、2025年1月-2月